# 文山温泉
文山温泉（ぶんざん-おんせん）は台湾花蓮県の北端、秀林郷に位置する温泉。地質的な分類としては中央山脈の大南澳片岩区にあり、主な地質は変質岩である。太魯閣国家公園の中で唯一の野外温泉であり、太魯閣渓谷の大理石の岩盤から湯が湧き出るという変わった温泉である。災害のため一時閉鎖されたが、現在は部分的に再開されている。

## 歴史
1914年、台湾総督府が原住民族のタロコ族を討伐するタロコ討伐の最中、日本兵部隊の深水少佐が発見したことから、深水温泉（ふかみ-おんせん）と呼ばれた。
太平洋戦争終結後は、付近の地名のタビト（中国語表記：塔比多、「棕櫚」を意味する太魯閣族の言葉に字をあてたもの。）から音を取って大北投温泉と改称された。後に、タビトは中国の詩人文天祥の名前を取って天祥という地名になり、温泉の名前もこれに倣って文山温泉という名称（文天祥の号は文山。）に至った。
大沙（タウサイ）渓のほとりから湧き出すという立地条件のため、大雨の後は川が運んできた土砂が堆積することから、太魯閣国家公園管理所が2001年に改修を行った。安全設備を充実させ、観光客の利便をはかり、天祥晶華酒店が維持補修を行っていた。
しかし、2005年4月3日16時半ころ、土砂崩れが発生して多くの観光客が巻き込まれ、2人が死亡5人が負傷した。それ以降、文山温泉は閉鎖された。2011年9月に安全のために規模は縮小されているが、部分的に温泉は再開された。

## 泉質
透明だが硫黄臭があり、湧出口には硫黄の沈殿がある。水温は約43度、pH約6.5。硫酸イオン約482ppm、炭酸イオン約82ppm、ナトリウムイオン約97.2ppm、カルシウムイオン約142ppm、中性の硫酸塩泉に分類される。

## アクセス
台湾鉄路管理局北廻線および台東線の花蓮駅からバスで約2時間。